# Nicolò Barbini

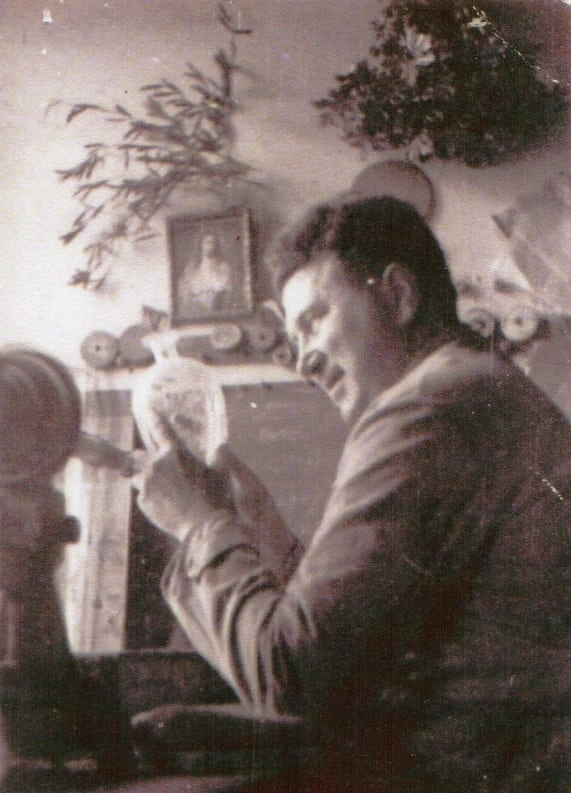
Nicolò al tornio per incidere il vetro

Nicolò Barbini (Murano, 5 maggio 1903 – Murano, 28 dicembre 1985) è stato un incisore italiano specializzato nelle incisioni su vetro e specchi, fondatore dell’Artigianato Artistico Veneziano ed esponente della omonima famiglia.

## Biografia
Nato a Murano da Vincenzo Barbini ed Anna Fuga, discende da un'antica famiglia vetraia muranese che, per più di cinque secoli, operò nei vari settori della produzione isolana, come nella fabbricazione di lampadari, di perle e oggettistica varia, in particolare, nella fabbricazione di specchi veneziani. 
L'amore per l'arte del vetro gli fu trasmesso dal padre Vincenzo e dal nonno paterno, Giovanni, entrambi maestri tiratori da canna per la fabbricazione delle Conterie, i quali furono la sua prima scuola, ricevendo dagli stessi i primi rudimenti del mestiere e quella sensibilità artistica per la materia vitrea che caratterizzarono le sue future produzioni.
Dopo le scuole elementari, Nicolò, come tutti i suoi fratelli, frequentò la Scuola di Disegno per Artieri e Vetrai, fondata dall'Abate Vincenzo Zanetti nel 1862.
La passione per la pittura, in particolare, che coltiverà nel corso di tutta la vita, e l'amore per il vetro, collimeranno nell'arte dell'incisione, trovando in questa particolare ed elegante tecnica decorativa il modo per esprimere la sua creatività artistica ai massimi livelli.
Nel 1927, all'età di 24 anni, mosso dall'antica fiamma artistica muranese e forte della lunga tradizione familiare, fonda la sua prima ditta di vetri artistici incisi, l'attuale Artigianato Artistico Veneziano, presso la quale collaborerà per alcuni anni il fratello Guglielmo, anch'egli sublime incisore, nonché socio fondatore della rinomata S.A.L.I.R..
Dopo soli due anni di attività, nel 1929, verrà premiato con la medaglia d'oro alla “Mostra Campionaria” di Firenze, distinguendosi per l'eleganza e la raffinatezza degli specchi prodotti. Assieme al fratello Guglielmo, arrederà con specchi, tavoli e specchiere numerosi Alberghi, Palazzi, Residenze e Sale Espositive, tra cui, un intero Casinò in Costa d’Avorio.
Nel 1940, assieme al cognato “Memi” (Guglielmo), fonda la ditta “Barbini e Longega specchi veneziani artistici incisi”, l'attuale “Domus vetri artistici”, che riscuoterà numerosi consensi, grazie, soprattutto, alla fantasia e all'abilità artigianale di Nicolò. La tecnica d'incisione sopraffina, la qualità della molatura e l'elevata sensibilità nell'accostamento dei colori e delle forme, saranno il marchio di fabbrica che caratterizzerà la futura produzione dell'Artigianato Artistico Veneziano, inaugurato dallo stesso Nicolò nel 1960, il quale trasmetterà, nel tempo, ai figli, Vincenzo e Giovanni] le sue abilità e i segreti della sua arte.
Il 28 dicembre del 1943, sposa Teresa Barovier, appartenente ad una delle più celebri famiglie vetrarie muranesi, discendente dallo stesso Angelo Barovier. Dalla loro unione nacquero sei figli: Maria, Vincenzo, Margherita, Lucia, Giovanni ed Annamaria.
Nicolò nel corso della sua vita strette numerose relazioni, caratterizzate da un'amicizia profonda e sincera, con maestri vetrai, designer ed artisti locali, come Dino Martens, Aldo Radi, Anzolo Fuga e, in particolare, con Ermanno Toso, designer e direttore artistico della rinomata F.lli Toso. La sua generosità e affabilità, nonché la profonda fede, furono tratti distintivi della sua personalità, che lo caratterizzarono sia come uomo che come artista.
Nicolò ebbe il merito di aver ripreso, assieme al fratello Guglielmo, la lavorazione degli specchi veneziani, quasi del tutto dimenticata all'inizio del XX secolo, reinterpretando un inestimabile patrimonio di tecniche e segreti, riproponendoli al mondo intero.
Si spense il 17 febbraio del 1985, all'età di 82 anni, dopo aver visto nascere otto dei futuri ventidue nipoti.